# طارق بن زياد (بلدية)
بلدية طارق بن زياد تقع جنوبي غرب ولاية عيد الدفلى، يحدها جنوبا بلدية برج الأمير عبد القادر وشمالا دائرة برج الأمير خالد التابعة لها. عدد سكان بلدية طارق بن زياد حاولي 11291 نسمة (إحصائيات عام 2022) معظمهم شباب. اقتصاد بلدية طارق بن زياد متركز على الفلاحة وبدرجة أقل التجارة بحيث توجد في البلدية عدة أراضي صالحة للزراعة.
تتكون بلدية طارق بن زياد من عدة قرى وهي : مركز البلدية، قرية تانوت، سمانة، واد الطويل، سد دردر، زرازيح.